# José Alberto de Oliveira Anchieta
José Alberto de Oliveira Anchieta (Lisboa, 9 de Outubro de 1832 — 1897, Caconda, Angola) foi um explorador português e naturalista do século XIX que, entre 1866 e 1897, viajou intensivamente em Angola, colectando animais e plantas. Estas espécies foram enviadas para Portugal, onde eram posteriormente examinadas por diversos zoólogos e botânicos, nomeadamente entre eles José Vicente Barbosa du Bocage. Muitas das espécies de aves, anfíbios, lagartos, cobras, peixes e mamíferos descritos por ele eram desconhecidos e assim foram nomeados com a designação anchietae relativa ao seu nome Anchieta. Alguns desses são:
- Anthreptes anchietae, uma ave.
- Stactolaema anchietae, uma ave.
- Tchagra anchietae, uma ave.
- Ptychadena anchietae, uma rã.
- Meroles anchietae, um lagarto.
- Hylambates anchietae, uma rã.
- Chaemeleo anchietae, um camaleão.

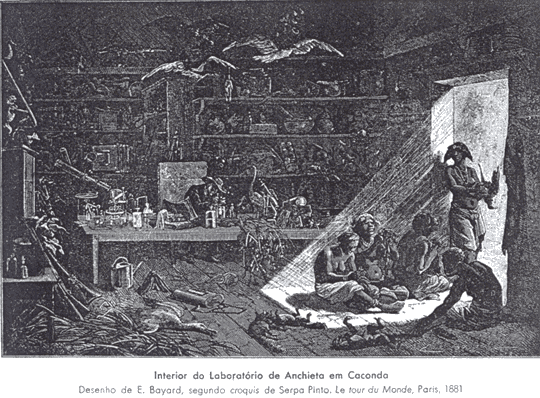
Laboratório de José Alberto de Oliveira Anchieta em Caconda, Angola

- Naja annulifera anchietae, uma cobra venenosa.
- Python anchietae, uma cobra não venenosa.
- Pipistrellus anchietai, um morcego.
- Mormyrus anchietae, um peixe.
- Cephalophus anchietae, um antílope.

Frequentou o Colégio Militar. O seu nome perdura na toponímia portuguesa, em nomes de arruamentos.